# Jérôme Bonnell
Pour les articles homonymes, voir Bonnell.
Jérôme Bonnell, né le 14 décembre 1977 à Paris 14e, est un scénariste et réalisateur français de cinéma.

## Biographie
Après deux ans d'études de cinéma à l'université de Paris VIII, Jérôme Bonnell fait ses premiers pas de réalisateur en 1999 avec Fidèle, un court métrage qui marque le début d’une longue collaboration avec la comédienne Nathalie Boutefeu. Après deux autres courts métrages, il n’a que vingt-trois ans quand il réalise son premier long métrage, Le Chignon d'Olga, comédie douce-amère sur une famille en deuil, primée au Festival international du film de Chicago et sélectionnée au Prix junior du meilleur scénariste. En 2005, son film Les Yeux clairs, lauréat du prix Jean-Vigo, marque sa fidélité à une troupe d’acteurs qui ne cesse de grandir, composée de Nathalie Boutefeu, Florence Loiret Caille, Marc Citti, Judith Rémy, et rejointe ensuite par Jean-Pierre Darroussin présent dans ses deux films suivants.
En septembre 2023, Jérôme Bonnell remporte le prix de la meilleure réalisation au Festival de la fiction TV de La Rochelle pour son téléfilm À la joie,.

## Filmographie

### Cinéma

#### Longs métrages
- 2002 : Le Chignon d'Olga
- 2005 : Les Yeux clairs
- 2007 : J'attends quelqu'un
- 2010 : La Dame de trèfle
- 2013 : Le Temps de l'aventure
- 2015 : À trois on y va
- 2021 : Chère Léa
- 2025 : La Condition

#### Courts métrages
- 1999 : Fidèle
- 2000 : Liste rouge, et Pour une fois
- 2004 : Nous nous plûmes
- 2009 : Quatuor

### Télévision
- 2022 : Les Hautes Herbes (mini-série)
- 2023 : À la joie (téléfilm)

## Distinctions
- Prix Jean-Vigo 2005 pour Les Yeux clairs[4]
- Festival de la fiction TV de La Rochelle 2023 : meilleure réalisation pour À la joie
- Prix du Syndicat Français de la Critique de Cinéma et des Films de Télévision 2025 : meilleure œuvre française de fiction de télévision pour À la joie